# 金线草属
金线草属（学名：Antenoron）原为藜科下的一个属，现为蓼属（Persicaria）的异名。本属为多年生草本植物。该属共有4种，分布于日本、菲律宾及北美。
属名Antenoron源于希腊语antenno，意为“触角”。